# Joezjno-oekrajinsk
Joezjno-oekrajinsk (Oekraïens: Южноукраїнськ) is een stad in het oblast Mykolajiv (Oekraïne) met 38.000 inwoners. De stad werd in 1976 gesticht voor arbeiders van de Kerncentrale Zuid-Oekraïne, die ten zuiden van de stad werd gebouwd. Joezjno-oekrajinsk kreeg in 1987 stadsrechten.

## Geografie
Joezjno-oekrajinsk is gesitueerd aan de oevers van de Zuidelijke Boeg. De weg R06 loopt door de stad. Joezjno-oekrajinsk ligt in het noordwesten van oblast Mykolajiv en is een industrieel centrum in rajon Voznesensk. De dichtstbijzijnde stad is Voznesensk op zo'n 30 kilometer. Joezjno-oekrajinsk ligt verder nabij steden als Pervomajsk (35 km) en Nova Odesa (75 km).